# Varmesum
Varmesummen for et område er et udtryk for en vigtig del af planternes livsbetingelser på stedet, specielt for mængden af varmeindstråling. Det angiver nemlig en grov forudsigelse af vækstperiodens længde på den pågældende egn. Dette kan give et fingerpeg om, hvilke afgrøder der vil lykkes på stedet. I den forbindelse er det vigtigt at se på lokalklimaet på det præcise sted, hvor man ønsker at dyrke f.eks. vin.
Varmesummen beregner man normalt ved at sammenlægge gennemsnitstemperaturerne fra alle dage med plusgrader fra 1. marts og frem. Hermed får man et udtryk for det tidsrum, hvor planterne på egnen kan have aktive livsprocesser.
Erfaringsmæssigt ved man, at rødderne kun har nyvækst ved temperaturer over +5°C. Enkelte arter (f.eks. Bjergfyr (Pinus mugo) ) viser dog tydeligt vækst i rødderne allerede ved 0°C